# Třída Victoria Louise
Třída Victoria Louise byla třída chráněných křižníků Kaiserliche Marine. Celkem bylo postaveno pět jednotek této třídy. Ve službě byly v letech 1898–1920. Už před první světovou válkou byly převedeny k výcviku. Čtyři křižníky byly během války odzbrojeny a upraveny na plovoucí kasárna. 

## Stavba
Celkem bylo postaveno pět jednotek této třídy. Do stavby se zapojily loděnice AG Weser, Kaiserliche Werft Danzig v Danzigu a AG Vulcan Stettin ve Štětíně. Do služby byly přijaty v letech 1898–1899.
Jednotky třídy Victoria Louise:
| Jméno           | Loděnice                 | Založení kýlu | Spuštěna         | Vstup do služby   | Status |
| --------------- | ------------------------ | ------------- | ---------------- | ----------------- | --- |
| Victoria Louise | AG Weser                 | 1895          | 29. března 1897  | 20. února 1899    | Od roku 1908 cvičná loď, 1915 plovoucí kasárna, vyřazen 1919. Roku 1920 přestavěn na nákladní loď Flora Sommerfeld. Sešrotován 1923. |
| Hertha          | AG Vulcan                | 1895          | 14. dubna 1897   | 23. července 1898 | Od roku 1908 cvičná loď, 1915 plovoucí kasárna.                                                                                      |
| Freya           | Kaiserliche Werft Danzig | 1895          | 27. dubna 1897   | 20. října 1898    | Od roku 1907 cvičná loď, vyřazena 1920.                                                                                              |
| Vineta          | Kaiserliche Werft Danzig | 1896          | 9. prosince 1897 | 13. září 1899     | Od roku 1908 testovací loď, 1911 cvičná loď, 1915 plovoucí kasárna, vyřazena.                                                        |
| Hansa           | AG Vulcan                | 1896          | 12. března 1898  | 20. dubna 1899    | Od roku 1909 cvičná loď, 1915 plovoucí kasárna.                                                                                      |

## Konstrukce

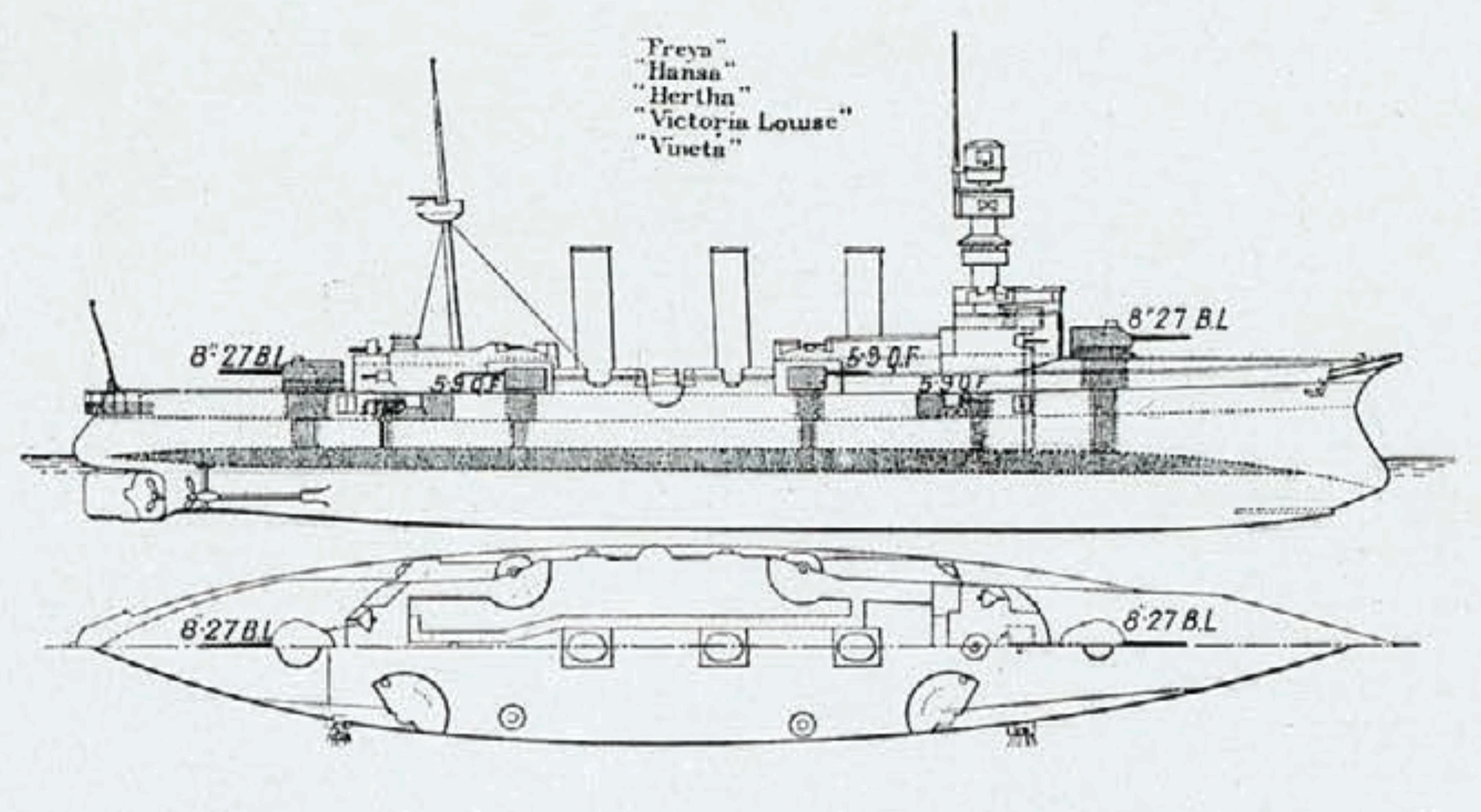
Základní uspořádání plavidel

Hlavní výzbroj představovaly dva 210mm kanóny a osm 150mm kanónů. Doplňovalo je deset 88mm kanónů a deset 7,9mm kulometů. Křižníky dále nesly tři 450mm torpédomety. Pohonný systém představovalo dvanáct kotlů (pouze Hansa osmnáct) a tři parní stroje s trojnásobnou expanzí o výkonu 10 000 hp, pohánějící tři lodní šrouby. Nejvyšší rychlost dosahovala 19,5 uzlu u prvního páru křižníků a 18,5 uzlu u druhého. Dosah byl 3412 námořních mil při rychlosti 12 uzlů.